# 布雷茹桑托
布雷茹桑托是巴西塞阿拉州的一个市镇。总面积661.959平方公里，总人口39238人，人口密度59.3人/平方公里。